# Bertram Jesdinsky

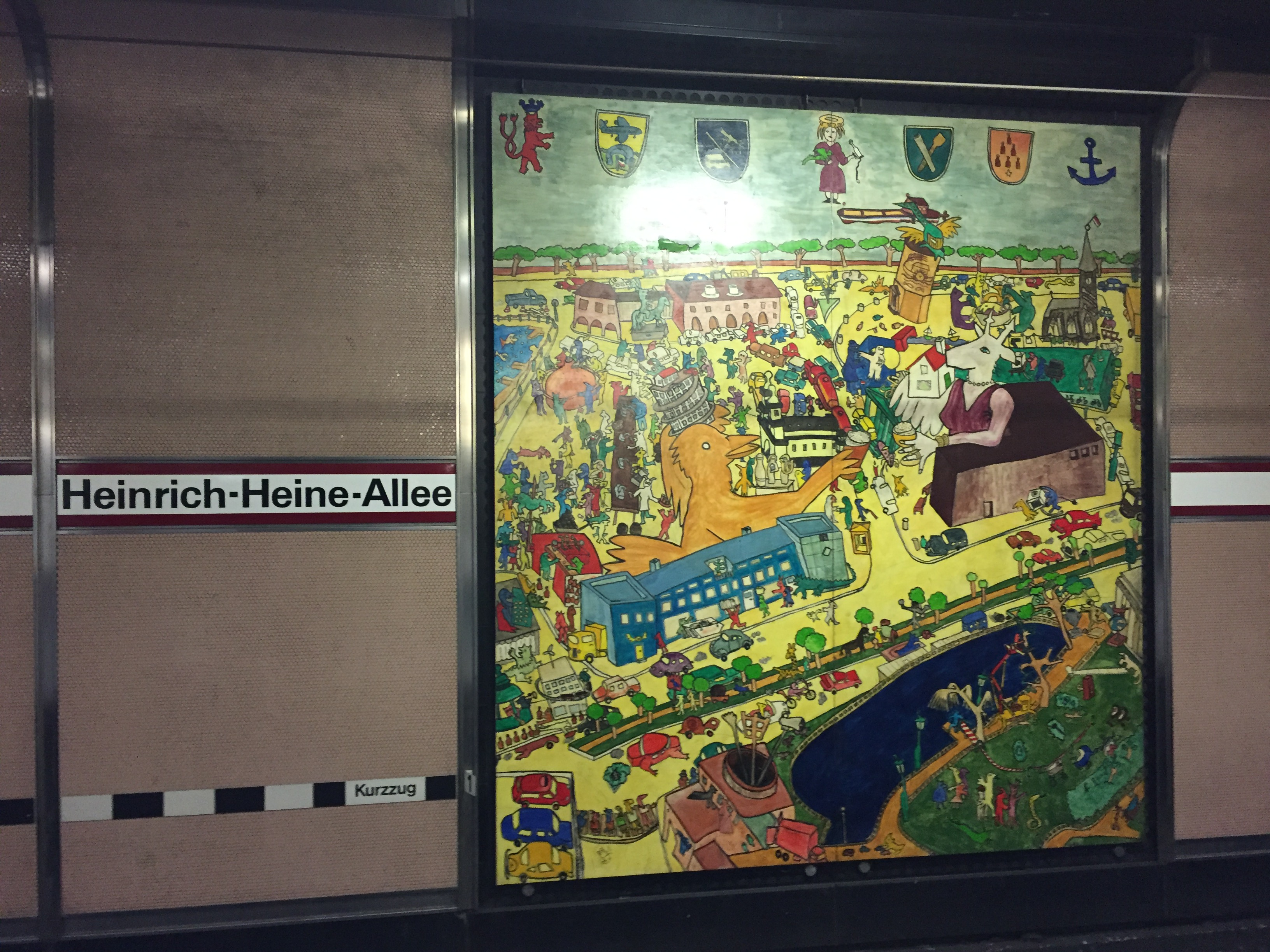
Gemälde für das Kunstprojekt „U-Bahnhof Heinrich-Heine-Allee“ der Stadt Düsseldorf (1987).

Bertram Jesdinsky (* 15. März 1960 in Bonn; † 21. April 1992 in Wuppertal) war ein deutscher Maler und Bildhauer.

## Leben und Werk
Jesdinsky lebte und arbeitete größtenteils in Düsseldorf. Er studierte an der Kunstakademie Düsseldorf und war Meisterschüler bei Alfonso Hüppi. Er war Mitglied der Gruppe Anarchistische GummiZelle (AGZ) und erhielt 1989–90 ein Stipendium der Günther-Peill-Stiftung. Seine Werke sind im öffentlichen Raum, z. B. im U-Bahnhof Heinrich-Heine-Allee (Düsseldorf), im Museum Kunstpalast Düsseldorf, im Ludwig Forum für Internationale Kunst Aachen, im Städel Museum in Frankfurt am Main und in weiteren in- und ausländischen Museen zu sehen. Eine große Anzahl seiner Werke befindet sich im Besitz des Leopold-Hoesch-Museums in Düren.
Er verstarb mit 32 Jahren in Wuppertal.